# FedEx Express
FedEx Express (Federal Express) — американская грузовая авиакомпания, базирующаяся в городе Мемфисе, штат Теннесси. Это первая в мире авиакомпания по объёму перевезённых грузов и вторая — по размеру флота. Является дочерним подразделением FedEx Corporation, ежедневно доставляет грузы и посылки в более чем 375 пунктов назначения почти во всех странах мира.
Штаб-квартира находится в городе Мемфисе, а так называемым «суперхабом» является Международный аэропорт Мемфиса. Внутри США FedEx Express имеет региональные хабы в международном аэропорту Индианаполиса, международном аэропорту Даллас/Форт-Уэрт, международном аэропорту Окленда, международном аэропорту Ньюарк Либерти, международном аэропорту Анкориджа имени Теда Стивенса и международном аэропорту Майами. Зарубежные региональные хабы: Paris-Charles de Gaulle Airport, Guangzhou Baiyun International Airport и Toronto Pearson International Airport. Хаб в аэропорту Piedmont Triad International Airport ожидает открытия, а хаб в аэропорту Кёльн/Бонн находится на реконструкции и будет открыт в 2010 году.

## История

### Ранняя история
Концепция того, что впоследствии стало Federal Express, пришла Фреду Смиту в то время, когда он учился в Йельском университете. На занятии он представил работу, в которой утверждал, что в современном технологическом обществе время имело гораздо большее значение, чем деньги, чем когда-либо прежде, и с появлением миниатюрных электронных схем, очень маленькие компоненты стали чрезвычайно ценными. Он утверждал, что потребительское общество все более нуждается в массовом производстве электронных изделий, но эффект децентрализации, вызываемый этими устройствами, причиняет производителям очень большие логистические проблемы. Смит считал, что необходимая скорость доставки может быть достигнута только с помощью воздушного транспорта. Но он считал, что система воздушных грузоперевозок США была настолько негибкой и погрязшей в бюрократии, что она была совершенно не в состоянии осуществлять достаточно быстрые поставки. Кроме того, грузовые авиаперевозчики США были неподходящими для этой роли. Её система зависела от сотрудничества между компаниями, так как кооперация была часто необходима, для доставки груза из пункта А в пункт Б, и компании в значительной степени зависели от экспедирующих компаний, чтобы те заполнили свободное место и выполнили доставку «до двери».
В своей работе Смит предложил новую концепцию — один перевозчик несёт ответственность за часть груза от точки отправки до точки получения, оперируя своими самолётами, складами, размещением станций и развозных автофургонов. Для обеспечения точности сортировки и диспетчеризации каждого элемента груза перевозчик будет летать из всех своих сборных станций к центральной распределительной базе, где все операции будут обрабатываться. Он отдал работу профессору, который поставил ей среднюю оценку «C». Несмотря на мнение профессора, Смит не отступился от идеи.
Смит основал Federal Express Corporation в 1971 году. Первоначально компания базировалась в Литл-Роке, штат Арканзас, в 1971 году, когда Смит управлял Little Rock Airmotive. Ввиду отсутствия поддержки со стороны Национального аэропорта Литл-Рок Смит переехал вместе с компанией в Мемфис, Теннесси, в Международный аэропорт Мемфиса в 1973 году.
Компания начала операции вечером 17 апреля 1973 года с четырнадцатью Dassault Falcon 20, которые соединяли двадцать пять городов в США. В тот вечер были перевезены 18 посылок. Услуги включали доставку «за ночь», «двухдневная доставка», доставку конвертов, а также Курьер Пак. Federal Express начала себя позиционировать как «компания грузовых перевозок с грузовиками, которые двигаются со скоростью 550 миль в час». Тем не менее, компания начала испытывать финансовые трудности, теряя до миллиона долларов США в месяц. В ожидании вылета домой в Мемфис из Чикаго после того, как General Dynamics отказала в вылете, Смит сразу вскочил в самолёт до Лас-Вегаса, где он выиграл 27 000 $ в блек-джек. Выигрыш был вложен в безденежную компанию для выплаты заработной платы в следующий понедельник. «27 000 $ не были определяющими, но это был знак, что все станет лучше», — говорил Смит. В конце концов он заработал 50-70 млн $, сотрудничая с такими рискованными структурами, как First National City Bank of New York и Bank of America in California. В то время Federal Express была наиболее финансируемой новой компанией в истории США с точки зрения венчурного капитала.
Federal Express установил свой первый почтовый ящик в 1975 году, что позволило клиентам отправлять пакеты без обращения в местное отделение компании. В 1976 году компания стала приносить прибыль при среднем объёме 19 000 посылок в день.

### Быстрый рост
Закон об авиаперевозках 1977 года (Public Law 95-163) снял ограничения на маршруты, которым оперируют универсальные грузовые авиакомпании и позволил Federal Express приобрести свои первые большие самолёты — семь Boeing 727—100. В 1978 году компания совершила IPO и была зарегистрирована на Нью-Йоркской фондовой бирже. В следующем году она стала первой грузовой компанией, которая использовала компьютерные технологии для управления посылками, запустив «COSMOS» (Client — клиенты, Operations — работы и Services — услуги Master — специализированная Online System — онлайн-система), центральную компьютерную систему для управления людьми, посылками, транспортными средствами и погодными условиями в режиме реального времени. В 1980 году компания внедрила «DADS» для координации вызовов клиентов. Эта система позволяет клиентам планировать получение груза день в день.
В 1980 году Federal Express начал операции в ещё 90 городах Соединённых Штатов. В следующем году компания представила доставку писем за ночь, чтобы конкурировать с US Postal Service’s Express Mail. Позже, в 1981 году, она начала международные операции в Канаде и официально открыла свой «СуперХаб» в международном аэропорту Мемфиса.
Продажи Federal Express превысили 1 млрд $ впервые в 1983 году. В том же году компания представила ZapMail, услугу факса, которая гарантировала доставку до пяти страниц менее чем за два часа за 35 $. ZapMail позже стала огромным провалом для компании, стоимостью в сотни миллионов долларов.
В 1986 году компания представила «SuperTracker», ручной сканер штрих-кодов, который применили для грузоперевозок первый раз. Federal Express продолжила свой быстрый рост в конце 1980 года, и открыла свой центр в Newark Liberty International Airport в 1986 году, в Indianapolis International Airport и Oakland International Airport — в 1988 году. В 1989 году компания приобрела Flying Tiger Line для расширения своей международной деятельности, а затем открыла хаб в Ted Stevens Anchorage International Airport для приспособления к новой услуге. Так как объём международных перевозок увеличился, Federal Express создала Открытую систему электронного таможенного оформления для ускорения утверждения регулирующими органами сделки, пока груз находится в пути.

### Эпоха FedEx
В 1994 году Federal Express была переименована в «FedEx», аббревиатуру, которая до этого была неофициальной. В том же году FedEx открыла Fedex.com как первый веб-сайт, который позволяет отследить груз в режиме онлайн, что позволило клиентам вести бизнес через Интернет. В 1995 году компания приобрела воздушные маршруты из Evergreen International, чтобы начать операции в Китае, и открыла Азиатско-Тихоокеанский центр в Subic Bay International Airport на Филиппинах. В 1997 году FedEx открыла свой центр в Fort Worth Alliance Airport и в 1999 году открылся Европейский центр в Charles de Gaulle International Airport во Франции. В 2000 году компания официально упразднила название «Federal Express» взамен на «FedEx Express», чтобы отличить службу экспресс-доставки от других услуг, предлагаемых своей материнской компанией FedEx Corporation.
В 2001 году FedEx Express подписала 7-летний контракт на транспорте — экспресс-почту и рекомендованные письма для United States Postal Service. Этот договор позволил компании FedEx установить почтовые ящики в каждом почтовом отделении USPS. В 2007 году контракт был продлен до сентября 2013 года. USPS продолжает быть крупнейшим клиентом компании FedEx Express.
В декабре 2006 года FedEx Express приобрела британскую курьерскую компанию ANC Holdings Limited за 120 миллионов фунтов стерлингов. С приобретением были добавлены 35 объектов сортировки в сети FedEx, и компания ввела прямые рейсы из Ньюарка и Индианаполиса непосредственно в британские аэропорты вместо остановки в Европейском центре FedEx в аэропорту Шарля де Голля. В сентябре 2007 года ANC был переименован в FedEx UK. FedEx Express также приобрела Flying-Cargo Hungary Kft для расширения зоны обслуживания в Восточной Европе.

### Экономический спад
Рецессия конца 2000-х годов сильно ударила по материнской компании FedEx и её отделению Express. Многие компании, которые ищут способы, чтобы сэкономить деньги, остановили отгрузки или перешли на более дешевые альтернативы, такие как судоходство. FedEx Corporation объявила о большом сокращении объёмов в FedEx Express, включая списание части своих старых и наименее эффективных самолётов, таких как McDonnell Douglas DC-10 и Airbus A310. FedEx также объявила увольнения и сокращения продолжительности рабочего дня на некоторых из своих хабов.
В декабре 2008 года FedEx отложил поставки нового Boeing 777 Freighter, четыре должны были быть поставлены в 2010 году, как было согласовано ранее, но в 2011 году FedEx смогла принять поставку только 4, а не 10, как первоначально планировалось. Остальные самолёты планировалось поставить в 2012 и 2013 году. FedEx Express закрыли хаб впервые в своей истории, когда операции в Азиатско-Тихоокеанском центре в Subic Bay International Airport на Филиппинах прекратились 6 февраля 2009 года.[13] Операции были перенесены в Guangzhou Baiyun International Airport на юге Китая
 FedEx Express планировала открыть новый китайский центр в декабре 2008 года, но в ноябре 2008 года компания отложила открытие до начала 2009 года ссылаясь на необходимость полностью протестировать новый хаб.
2 июня 2009 года FedEx открыли новое здание хаба в Piedmont Triad International Airport в Гринсборо, Северная Каролина. FedEx объявила в декабре 2008 года, что она по-прежнему намеревается открыть здание вовремя, несмотря на плохую экономическую ситуацию. Количество сотрудников планируется уменьшить с 1500 до 160. FedEx не дали конкретного времени относительно того, когда центр будет функционировать на полную мощность. Хаб откладывался много лет, с тех пор FedEx начал рассматривать аэропорт, чтобы сделать его Среднеатлантическим хабом США в 1998 году. FedEx пришлось бороться с множеством жалоб от соседних домовладельцев из-за ожидавшегося шума, создававшегося их самолётами, потому что большинство их рейсов происходили в ночное время. Третья взлетно-посадочная полоса была построена для обеспечения хаба и дополнительных самолётов.
27 октября 2010 года FedEx открыла свой хаб Центральной и Восточной Европы в Cologne Bonn Airport. Хаб оснащен полностью автоматизированной сортировочной системой, которая может обрабатывать до 18 000 посылок в час. Крыша представляет собой крупнейшую солнечную установку FedEx, производя 800 тысяч киловатт-часов в год.

## Флот
По состоянию на апрель 2023 года воздушный флот FedEx Express включает в себя следующие самолёты.
По состоянию на апрель 2022 год средний срок службы самолётов авиакомпании составляет 20,4 года.
FedEx Express с 460 самолётами имеет самый большой в мире парк грузовых самолётов и является крупнейшим эксплуатантом Airbus A300, Airbus A310, ATR 42, McDonnell Douglas DC-10/MD-10 и McDonnell Douglas MD-11. Этой авиакомпании были доставлены самые последние выпущенные Boeing 727 (сентябрь 1984 года) и самые последние A300/A310 (июль 2007 года). Для удовлетворения быстроменяющихся запросов со стороны заказчиков FedEx Express имеет тенденцию держать запасные «пустые» самолёты.
В 2007 году FedEx обнародовала планы по закупке 90 самолётов Boeing 757-200. Однако, из-за того, что производство этих самолётов было прекращено в 2005 году, FedEx была вынуждена покупать эти использованные самолёты у других перевозчиков за 2,6 миллиарда долларов США для замены стареющего флота самолётов Boeing 727. 28 мая 2008 года первые Boeing 757 выполнили коммерческие полёты.
15 декабря 2011 года FedEx Express объявила о заказе 27 самолётов Boeing 767-300F для замены стареющих McDonnell Douglas DC-10, 2 июля 2012 года было заказано ещё 19 экземпляров, а 19 декабря того же года — ещё 4 Boeing 767. Первый из заказанных Boeing 767-300F был передан в распоряжение авиакомпании 4 сентября 2013 года.

## FedEx Feeder
FedEx Feeder — это бренд, применяемый к турбовинтовым самолётам FedEx Express.
В США и Канаде FedEx Express использует FedEx Feeder по программе лизинга, при которой контракторы берут в лизинг самолёты FedEx и комплектуют их своими экипажами исключительно для нужд FedEx. Собственником самолётов остаётся FedEx, они все имеют одинаковую раскраску.
Вне Северной Америки контракторы используют собственные самолёты, которые могут не иметь раскраски FedEx. В зависимости от соглашения контракторы могут перевозить теми же самолётами и посторонний груз других компаний.
Список компаний-контракторов
- Air Contractors (крупнейший контрактор, европейский партнёр)
- Baron Aviation Services
- Corporate Air
- Empire Airlines
- Merlin Airways
- Morningstar Air Express
- Mountain Air Cargo
- Solinair
- West Air Inc.
- Wiggins Airways

## Авиапроисшествия
- 7 апреля 1994 года авиалайнер McDonnell Douglas DC-10 (регистрационный номер N306FE) выполнял плановый внутренний рейс FDX705 из Мемфиса в Сан-Хосе. Оборн Р. Кэллоуэй, летевший этим рейсом в качестве пассажира, попытался угнать самолёт, чтобы сымитировать катастрофу ради мести и страховки. Он вооружился молотками и подводным ружьём, и напал на членов экипажа (КВС, второй пилот и бортинженер), но КВС и бортинженер завязали с ним драку, пока второй пилот совершал аварийную посадку в аэропорту Мемфиса. Серьёзно пострадали все члены экипажа и угонщик, которого приговорили к пожизненному заключению.
- 5 сентября 1996 года авиалайнер McDonnell Douglas DC-10 (регистрационный номер N68055) выполнял регулярный рейс по маршруту Мемфис—Бостон. Во время полёт на борту начался пожар, экипаж совершил аварийную посадку в Ньюберге. После посадки огонь прожёг фюзеляж и уничтожил самолёт. Все 3 члена экипажа и 2 пассажира выжили, двое получили лёгкие ранения.
- 31 июля 1997 года авиалайнер McDonnell Douglas MD-11 (регистрационный номер N611FE) выполнял грузовой рейс FDX14 по маршруту Сингапур—Пинанг—Тайбэй—Анкоридж—Ньюарк. При посадке в пункте назначения лайнер отскочил от ВПП, после чего подломилась правая стойка шасси и правая плоскость крыла задела землю и разрушилась. Лайнер воспламенился и начал заваливаться вправо. Все 2 пилота и 3 пассажира успели эвакуироваться, никто из них не пострадал.
- 18 декабря 2003 года самолёт McDonnell Douglas MD-10 (регистрационный номер N364FE) выполнял рейс FDX647 по маршруту Окленд (Калифорния)—Мемфис. При посадке в пункте назначения у самолёта подломилась правая стойка шасси. Лайнер завалился вправо и загорелся. Все 2 пилота и 5 пассажиров успели эвакуироваться, но 2 получили ранения.
- 23 марта 2009 самолёт McDonnell Douglas MD-11 (регистрационный номер N526FE) выполнял регулярный рейс FDX80 из Гуанчжоу в Токио (Нарита), но при заходе на посадку в сложных метеоусловиях два раза отскочил от ВПП, завалился влево, разрушился и сгорел. Погибли оба пилота.
- 28 октября 2016 года самолёт McDonnell Douglas MD-10 (регистрационный номер N370FE) выполнял рейс FDX910 по маршруту Мемфис—Форт-Лодердейл, когда при посадке из-за усталости металла подломилась левая стойка шасси. Оба пилота не пострадали.